# Лапонія
Лапонія (швед. Laponia), або Шведська Лапландія — територія в північній Швеції, у лені Норрботтен, населена саамами, що зберегли традиційний кочовий спосіб життя, заснований на оленярстві. Район поєднує унікальну природу і об'єкти саамської культури. Знаходиться в списку всесвітньої спадщини ЮНЕСКО з 1996 року.
На території Лапонії знаходяться національні парки Муддус, Сарек, Падьєланта і Стура-Шефаллет, а також природні резервати Сьяунья і Стубба.

## Галерея

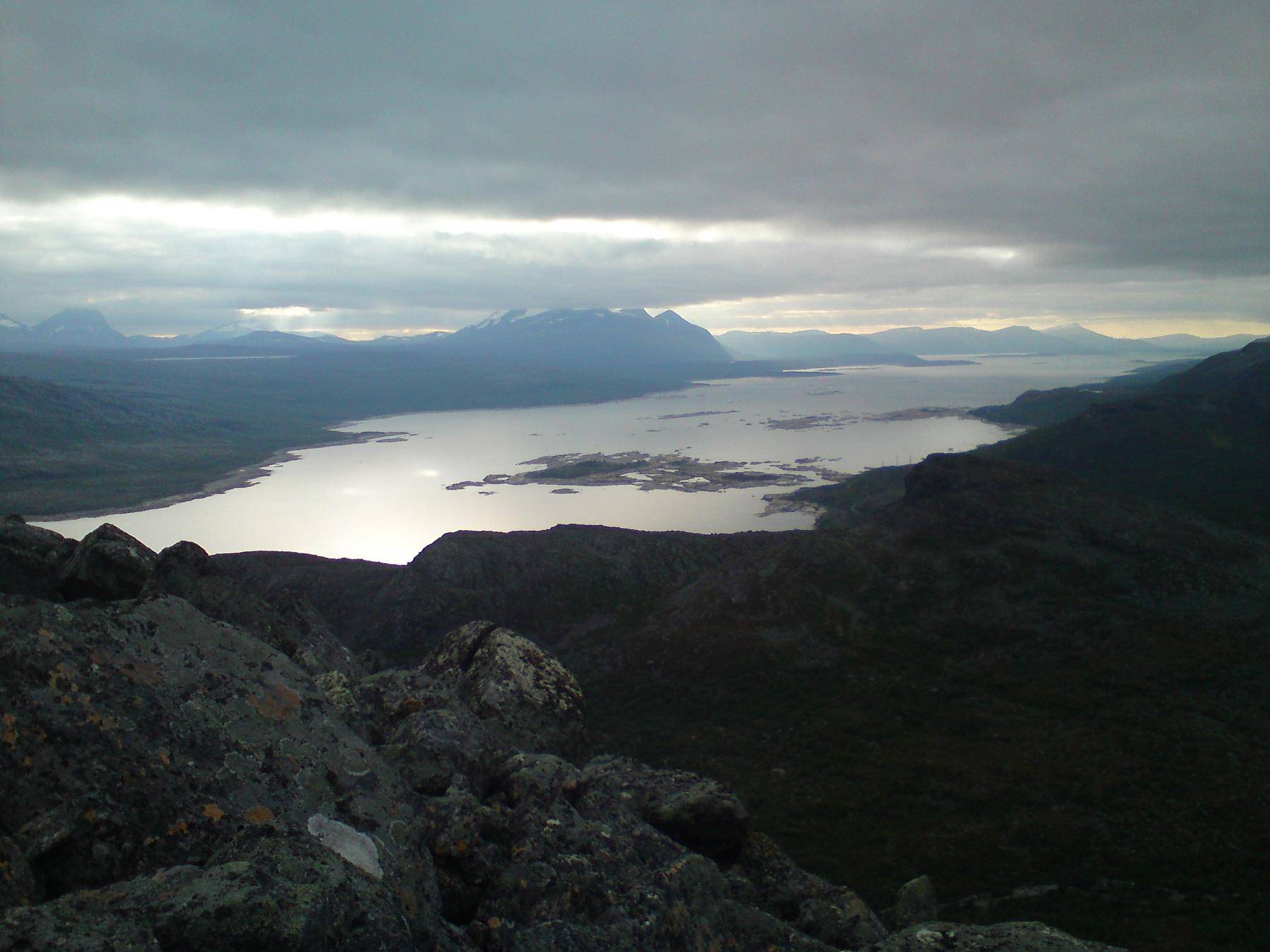
Лапонія
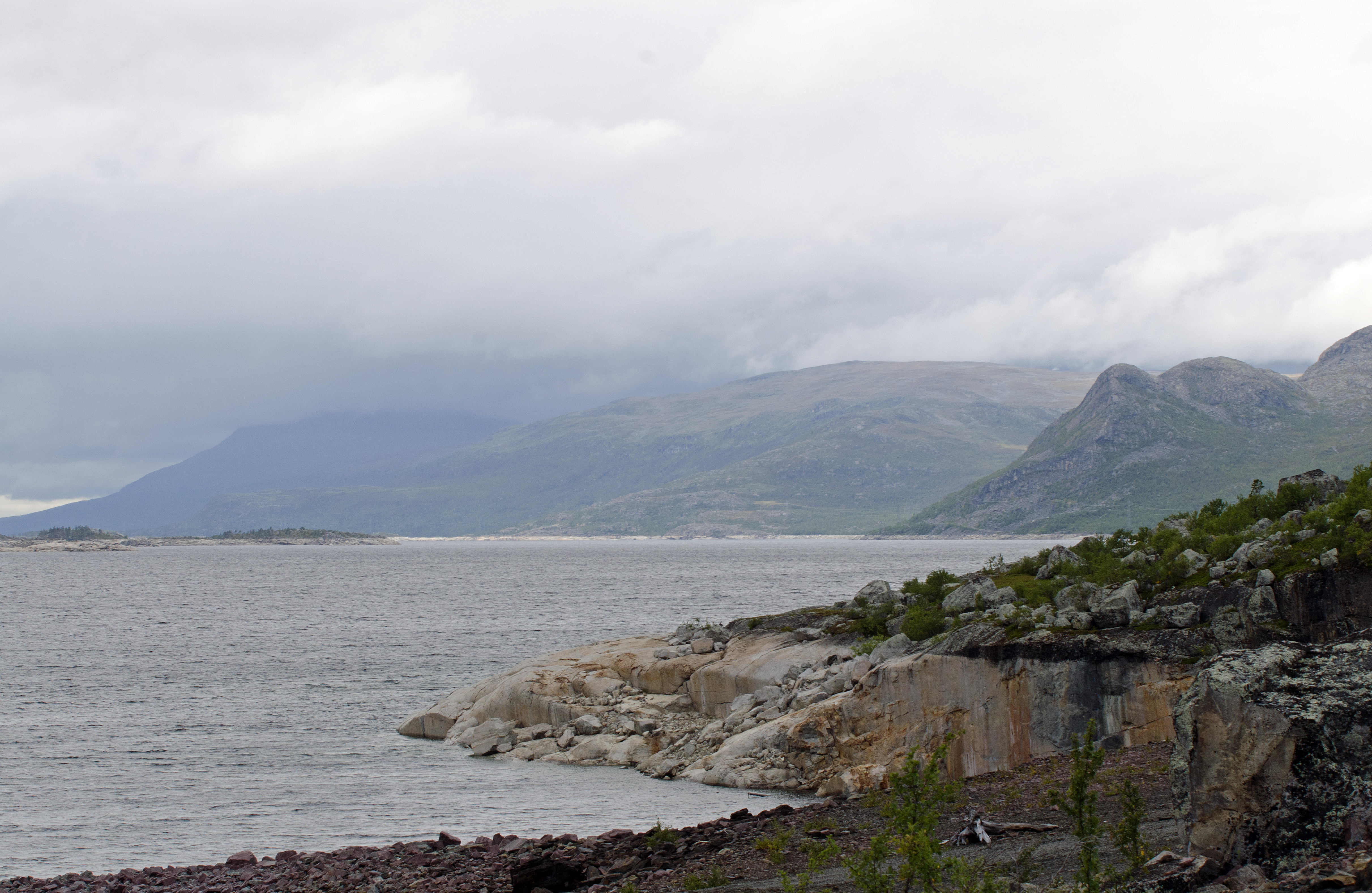
Лапонія
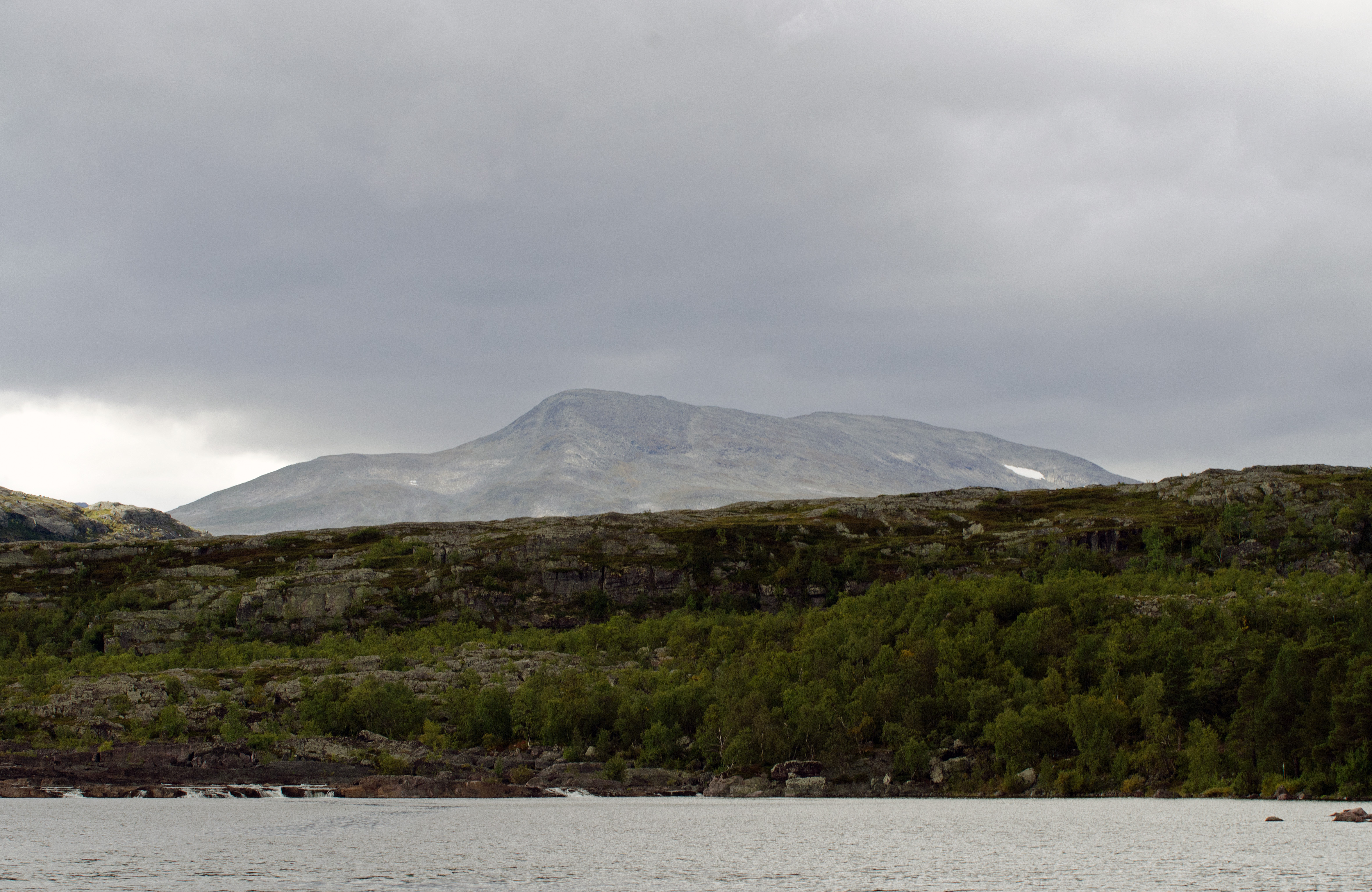
Лапонія
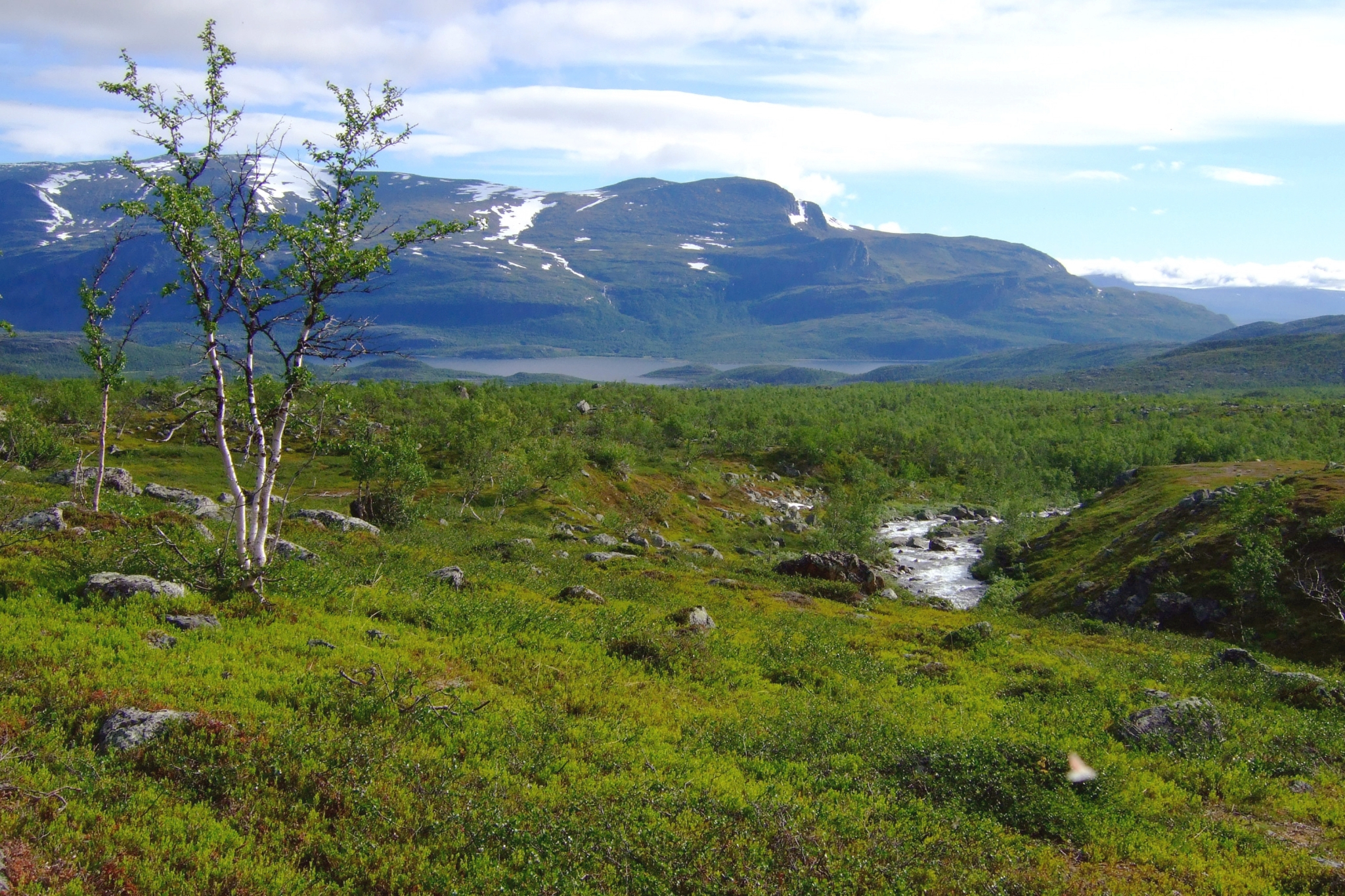
Стура-Шефаллет
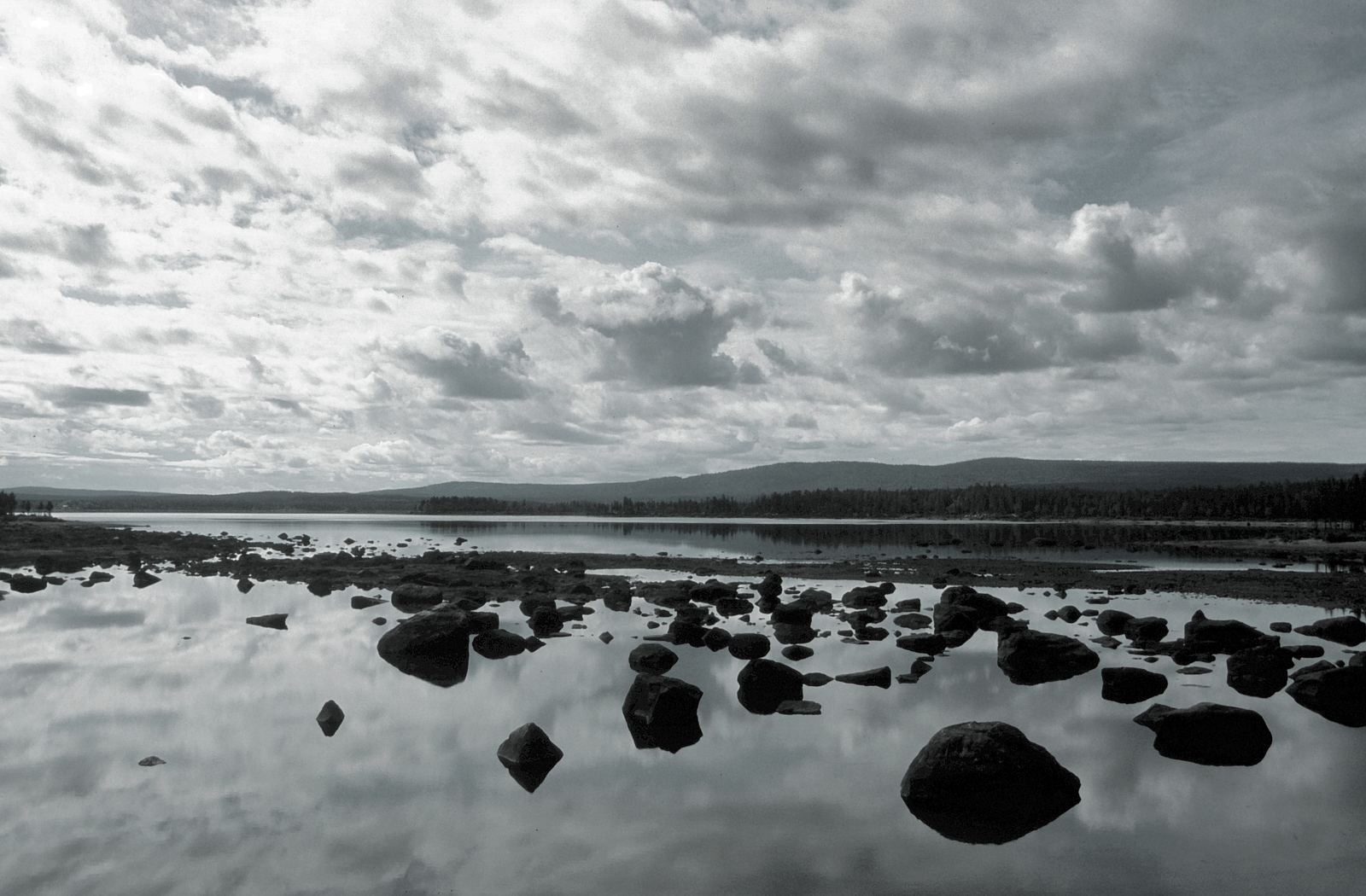
Лапонія
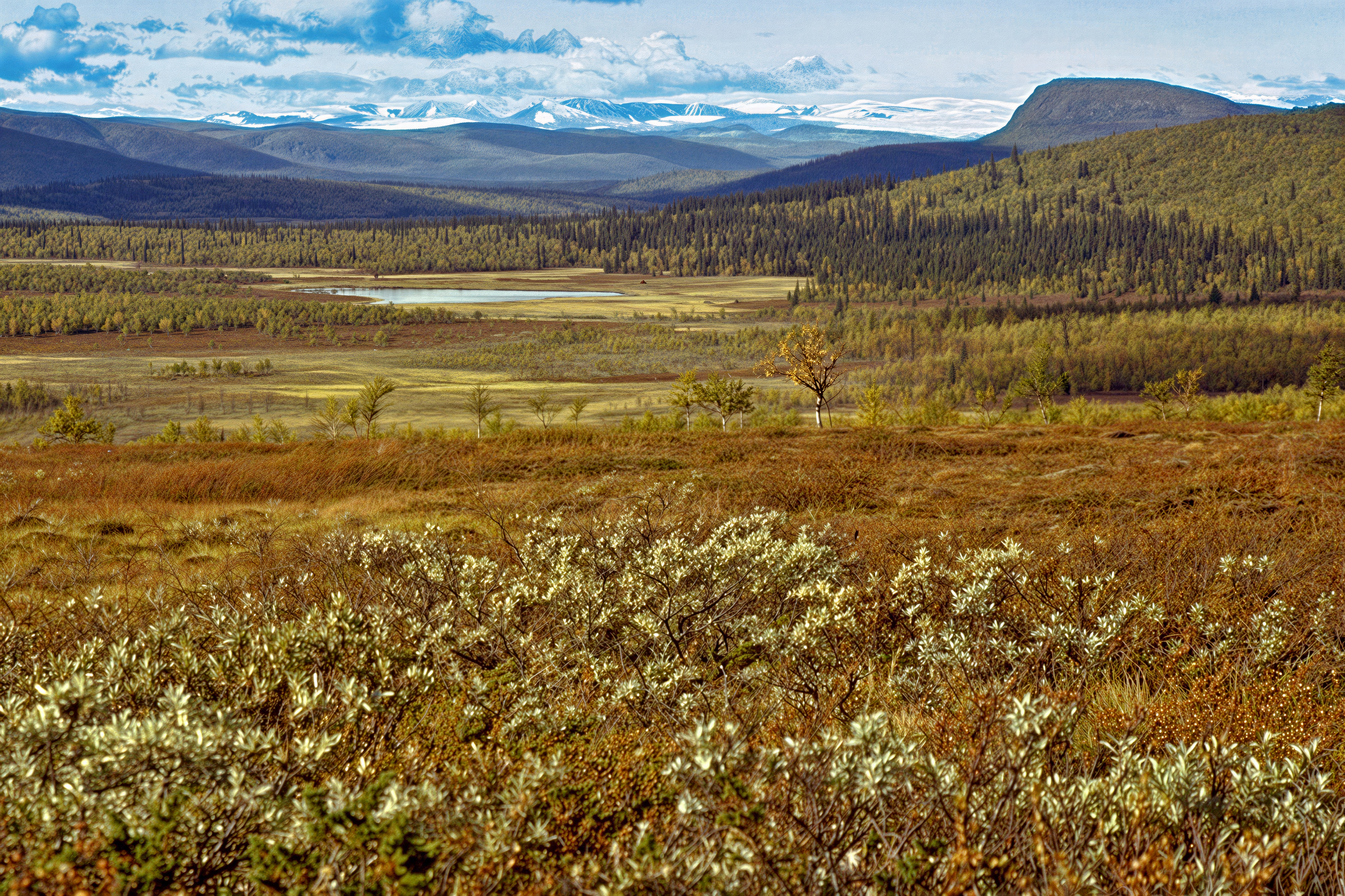
Сьяунья[sv]